# No One Like You
Singles de Scorpions
The Zoo
(1980) Can't Live Without You
(1982)
Pistes de Blackout
Can't Live Without You You Give Me All I Need
No One Like You est une chanson du groupe allemand de hard rock Scorpions qui apparaît sur Blackout (1982), premier album du groupe a connaître un grand succès international.

## Description
La musique de la chanson a été composée par le guitariste Rudolf Schenker et les paroles par le chanteur Klaus Meine. No One Like You bénéficia d'un clip vidéo dans lequel Rudolf Schenker apparaît à un moment sous la forme du personnage représenté sur la pochette de l'album Blackout (qui a été réalisée par l'artiste autrichien Gottfried Helnwein).
No One Like You participa grandement au succès de Blackout rejoignant la 1re place dans le Mainstream Rock Chart aux États-Unis (ce qui constitue d'ailleurs le seul numéro 1 des Scorpions dans ce classement et devenant l'un des grands classiques du groupe et du hard rock des années 1980.

## Autres versions
Grâce à son succès No One Like You a été reprise par de nombreux groupes rock dont le groupe Lagwagon sur leur album de 2002 Let's Talk About Leftovers et le chanteur Jizzy Pearl du groupe Ratt sur un album de reprises des Scorpions.

## Charts
| Année | Chart                                     | Position |
| ----- | ----------------------------------------- | -------- |
| 1982  | États-Unis (Mainstream Rock Tracks chart) | #1       |

## Composition du groupe
- Klaus Meine - chant
- Rudolf Schenker - guitare rythmique
- Matthias Jabs - guitare solo
- Francis Buchholz - basse
- Herman Rarebell - batterie